# Сілья Лехтінен
Сілья Лехтінен  (фін. Silja Lehtinen, 5 листопада 1985) — фінська яхтсменка, олімпійка.

## Виступи на Олімпіадах
| Олімпіада  | Дисципліна       | Місце |
| ---------- | ---------------- | ----- |
| Пекін 2008 | Інглінг          | 11    |
| 2012       | клас Елліотт 6 м | 3     |